# جان بروك

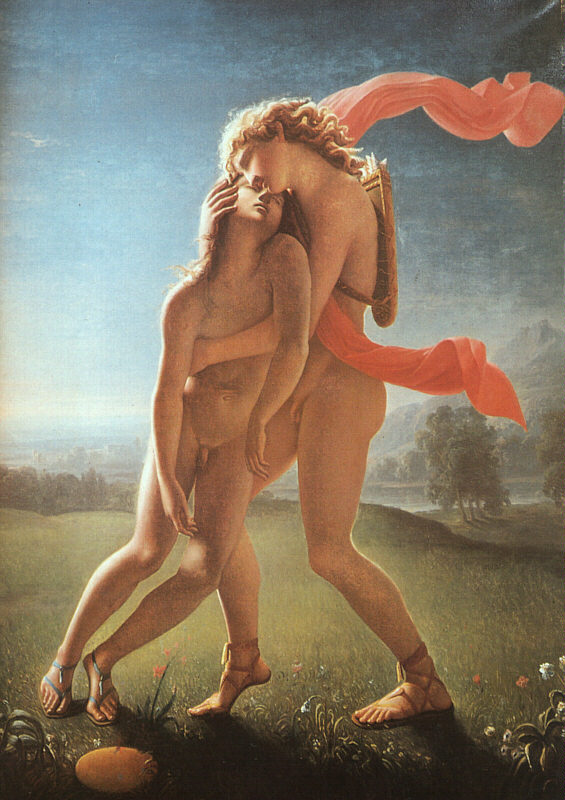
لوحة "موت هياكينثوس" بريشة جان بروك عام 1801

جان بروك (بالفرنسية: Jean Broc)‏ هو رسام فرنسي كلاسيكي جديد. من أشهر أعماله «موت هياكينثوس» والتي أُكلمت عام 1801 وهي لوحة زيتية، تصف اللوحة هياكينثيوس وهو شاب يافع جميل وكان عشيقاً لأبولو. في أحد الأيام، حين كان هياكينثيوس يلعب رمي القرص، ضُرب بالقرص وبالتالي مات. تعكس اللوحة المذكورة أعلاه حداد أبولو على عشيقه الميت. بعض الأساطير تربط غيرة إله الرياح بالحادث، مُحملاً غيرته من هياكينثيوس لعاصفة من الرياح مما أدت إلى وفاة الشاب.
درس بروك على يد جاك لوي دافيد.